# Great Barrington (Massachusetts)
Great Barrington – miejscowość w hrabstwie Berkshire, w stanie Massachusetts w USA.